# Wahlkreis Rheintal
Der Wahlkreis Rheintal ist eine Verwaltungseinheit des Schweizer Kantons St. Gallen, die nach der neuen St. Galler Kantonsverfassung vom 10. Juni 2001 ab 1. Januar 2003 gebildet wurde. Er besteht aus den früheren Bezirken Oberrheintal sowie Unterrheintal (ohne Thal SG).

## Politik und Wirtschaft

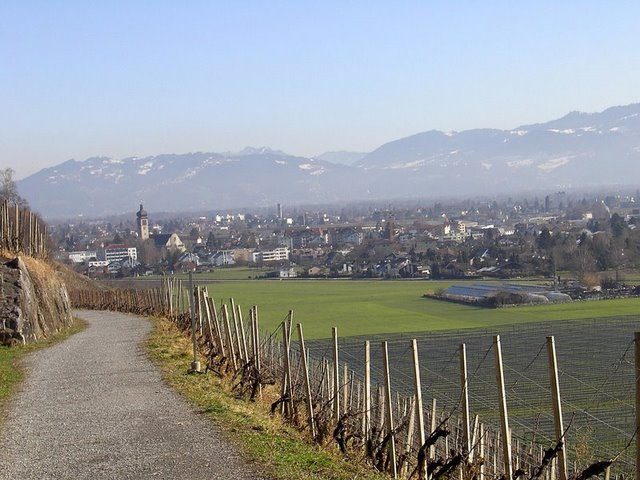
Die Grenzlage prägt das St. Galler Rheintal. Au im Wahlkreis Rheintal, im Hintergrund Österreicher Berge.

Das Rheintal ist mit den Hochtechnologiefirmen Leica, Jansen und SFS wirtschaftlich weltoffen wie keine andere Region in St. Gallen, politisch gehört der Wahlkreis jedoch zu den konservativsten. Für die Industrie ist das Standortmarketing zentral, ist sie doch auf Fachkräfte angewiesen. Sie steht dabei in Konkurrenz mit dem Raum Zürich und mit Vorarlberg. Die Wirtschaft im benachbarten österreichischen Bundesland ist stark gewachsen und die Lohnniveaus gleichen sich an.
Obwohl Regionalstolz und Konservatismus im unteren Rheintal weniger ausgeprägt sind als im dörflich geprägten oberen Teil, lehnten 2007 die Stimmbürger der zusammengewachsenen Gemeinden Widnau, Au, Berneck, Balgach und Diepoldsau die Fusion zu einer Stadt Mittelrheintal ab.
| Sitze im Kantonsrat (2024–2028)                                             |
| Insgesamt 17 Sitze - Grüne: 1 - SP: 2 - GLP: 1 - Mitte: 4 - FDP: 3 - SVP: 6 |

| Wahljahr                 | 2004 | 2008 | 2012 | 2016 | 2020 | 2024 |
| Grüne                    | 1    | 1    | 1    | 1    | 1    | 1    |
| SP                       | 3    | 1    | 2    | 2    | 2    | 2    |
| GLP                      |      |      |      |      | 1    | 1    |
| Die Mitte (bis 2020 CVP) | 9    | 5    | 5    | 4    | 4    | 4    |
| FDP                      | 5    | 3    | 3    | 3    | 3    | 3    |
| SVP                      | 7    | 7    | 6    | 7    | 6    | 6    |
| insgesamt                | 25   | 17   | 17   | 17   | 17   | 17   |

Die Christdemokraten (CVP) verloren ihre Hausmacht an die Schweizerische Volkspartei (SVP), die im Rheintal mit rund einem Drittel der Stimmen einen der höchsten Anteile im ganzen Kanton erreicht. Für die politische Stimmung dürfte die Grenznähe mit dem Bedürfnis der Bevölkerung nach Sicherheit eine gewisse Rolle spielen.
Der Anteil der FDP blieb seit 2004 konstant um 20 Prozent, die Sozialdemokraten (SP) schwanken zwischen 10 und 15 Prozent und die Grünen liegen bei fünf bis acht Prozent. Die Grünliberalen erschienen erstmals 2012 auf der politischen Bühne des Rheintals und erreichten damals rund 5 Prozent Stimmenanteil, was ziemlich genau dem Rückgang der SVP entsprach. 2016 holte die SVP den Rückstand auf Kosten der CVP wieder auf. 2020 erlangten die Grünliberalen auf Kosten der SVP erstmals einen Sitz.

## Politische Gliederung
Der Wahlkreis Rheintal umfasst folgende Gemeinden:
| Wappen         | Name der Gemeinde | Einwohner (31. Dezember 2023) | Fläche in km² | Einw. pro km² |
| -------------- | ----------------- | ----------------------------- | ------------- | ------------- |
| Altstätten     | Altstätten        | 12'456                        | 39,46         | 316           |
| Au             | Au (SG)           | 8481                          | 4,65          | 1824          |
| Balgach        | Balgach           | 5139                          | 6,52          | 788           |
| Berneck        | Berneck           | 3989                          | 5,62          | 710           |
| Diepoldsau     | Diepoldsau        | 6928                          | 11,25         | 616           |
| Eichberg       | Eichberg          | 1571                          | 5,44          | 289           |
| Marbach        | Marbach (SG)      | 2118                          | 4,38          | 484           |
| Oberriet       | Oberriet          | 9291                          | 34,60         | 269           |
| Rebstein       | Rebstein          | 5051                          | 4,39          | 1151          |
| Rheineck       | Rheineck          | 3516                          | 2,21          | 1591          |
| Rüthi          | Rüthi             | 2542                          | 9,33          | 272           |
| St. Margrethen | St. Margrethen    | 6558                          | 6,87          | 955           |
| Widnau         | Widnau            | 10'337                        | 4,22          | 2450          |
| Total (13)     | Total (13)        | 77'977                        | 138,94        | 561           |

## Kantonsräte
Bei den Kantonsratswahlen im Februar 2016 wurden im Rheintal folgende Vertreter gewählt:
- Bartl Alexander, Widnau
- Britschgi Stefan, Diepoldsau
- Broger Andreas, Altstätten
- Bucher Laura, St. Margrethen
- Dietsche Marcel, Oberriet
- Dürr Patrick, Widnau
- Eggenberger Peter, Rüthi
- Egger Mike, Berneck
- Freund Walter, Eichberg
- Gschwend Meinrad, Altstätten
- Hess Sandro, Balgach
- Huber Rolf, Oberriet
- Kuster Peter, Diepoldsau
- Maurer Remo, Altstätten
- Schöbi Michael, Altstätten
- Willi Christian, Altstätten
- Wüst Markus, Oberriet